# تشيستر بيرس باتلر
تشيستر بيرس بتلر (21 مارس 1798 - 5 أكتوبر 1850) سياسي أمريكي، خدم كعضو مناهض للماسونية في مجلس النواب في ولاية بنسلفانيا وعضوًا في مجلس النواب الأمريكي عن ولاية بنسلفانيا.